# Motown Records
Motown Records (Мотаун Рекордз, также известна как Тамла Мотаун или просто Мотаун) — американская звукозаписывающая компания, в настоящее время входящая в состав Universal Music Group. Будучи первым лейблом звукозаписи, созданным афроамериканцем, Motown-Tamla специализировался на продвижении чернокожих исполнителей в мейнстрим мировой поп-музыки. В 1960-е годы здесь было разработано особое направление ритм-энд-блюза — так называемое «мотаунское звучание» (Motown Sound). На этом лейбле начинали свою карьеру самые выдающиеся звезды афроамериканской музыки тех лет — Стиви Уандер, Марвин Гэй, Дайана Росс, Смоки Робинсон, Лайонел Ричи и Майкл Джексон, квартет Boyz II Men.

## Истоки
Компания была зарегистрирована в Детройте 12 января 1959 года под названием Tamla Records. Пару лет спустя наименование было изменено на Motown — сокращение от «Motor Town» (буквально, «город моторов») — так в просторечии именуется Детройт, центр автомобильной промышленности США.
У истоков лейбла стоял Берри Горди, прежде писавший песни для Джэки Уилсона и других чернокожих исполнителей. Он пришёл к выводу, что даже наиболее талантливые афроамериканские музыканты выдавлены на обочину музыкальной индустрии США: основные лейблы в то время принадлежали белым, а на радиостанциях «расовая» музыка была строго квотирована. Чтобы песня афроамериканца достигла первого места в чартах, зачастую требовалась её перезапись белым исполнителем. По мнению Горди, только создание афроамериканской компании звукозаписи было способно привести к прорыву чернокожих исполнителей в музыкальный мейнстрим.
Поначалу Tamla Records замышлялась как семейное предприятие Горди и двух его сестёр. Деньги на создание компании он занял у родственников. Первым музыкальным коллективом, с которым был заключён контракт, были The Matadors во главе со Смоки Робинсоном. При переходе на лейбл Горди группа поменяла название на The Miracles, а Робинсон был назначен вице-президентом молодой компании.
Первым крупным успехом нового лейбла была песня Баррета Стронга «Money (That’s What I Want)» — она стала общенациональным хитом в начале 1960 г. Через пару месяцев один из выпущенных лейблом синглов («Shop Around» Робинсона и The Miracles) достиг первого места в ритм-энд-блюзовых чартах. Ещё год спустя другой сингл («Please Mr. Postman» девичьей команды The Marvelettes) вышел на первую строчку в общенациональных поп-чартах (Billboard Hot 100) и был распродан тиражом свыше миллиона пластинок. С этого момента за лейблом закрепилось господствующее положение в афроамериканской музыкальной индустрии.

## Золотой век
В течение первых лет существования лейбла в нём царила дружественная, почти семейная атмосфера. Небольшое студийное здание (известное как Hitsville U.S.A.) было открыто для музыкантов 22 часа в сутки: многие здесь ночевали в перерывах между изматывающими гастролями, а самому Горди и его семье были отведены жилые покои на втором этаже. По мере роста бизнеса Motown выкупил и занял несколько зданий в округе.
Золотым веком лейбла Motown считаются шестидесятые годы, когда он позиционировал себя как «звучание молодой Америки». В поисках новых талантов Горди держал в поле зрения все ночные заведения Детройта и окрестностей. Ему удалось завербовать в свою команду таких перспективных исполнителей, как юный Стиви Уандер, Марвин Гэй, Дайана Росс и её группа The Supremes, мужские вокальные коллективы The Temptations и The Four Tops, соул-певицы Мэри Уэллс и Глэдис Найт.
На лейбле уделялось большое внимание творческому росту исполнителей и сплочению коллектива. Совсем юные артисты путешествовали вместе с маститыми музыкантами во время ежегодных туров музыкантов лейбла по Америке и Европе («Motortown Revue»). Поскольку в обществе были сильны традиции снисходительно-пренебрежительного отношения к чернокожим, большое внимание уделялось опрятному виду артистов, подбору костюмов, макияжу. Для новичков существовали курсы танцев и сценического поведения. Эти вложения оправдывали себя — с 1961 по 1971 год сто десять синглов лейбла Motown отметились в лучшей десятке национальных чартов продаж. Одни только The Supremes поднимались на верхнюю строчку поп-чартов двенадцать раз (о феноменальном успехе этой группы снято несколько фильмов).
Настоящим коммерческом прорывом стало сотрудничество с группой The Jackson 5 в 1969—1975 и параллельно с Майклом Джексоном, как сольным исполнителем, в 1972—1975 годах. Их уход на Epic Records в 1975 году ознаменовал собой конец «золотого века» Motown и постепенную сдачу позиций в рейтинге лейблов.

## Motown Sound
Для записывавшихся на студии Горди музыкантов было характерно особое звучание, которое в истории музыки принято называть «мотаунским» (Motown Sound). Другое название этого направления — «детройтский соул»; его первый хрестоматийный пример — песня «(Love Is Like a) Heat Wave» женской группы Martha & the Vandellas, записанная в 1963 году. Влияние мотаунского соула распространилось далеко за пределы Детройта — его можно проследить и у европейских исполнителей того времени — например, у Дасти Спрингфилд и британского коллектива The Foundations.
Секрет фирменного мотаунского звучания лучше других знали Funk Brothers — эксклюзивный коллектив музыкантов, который играл практически на всех классических записях шестидесятых. Они применяли весьма сложные по тем временам техники звукозаписи. Большинство песен записывалось при участии двух ударников и трех или четырёх гитаристов, которые зачастую играли одновременно. На многих записях можно услышать бубен. Известное сходство можно заметить в мелодиях и структуре мотауновских песен, что неудивительно — ведь большинство из них было написано одними и теми же профессионалами. Для вокальной техники мотаунских групп характерен приём «вопроса-ответа», позаимствованный из госпела.
Хитовый потенциал мотаунских записей тщательно просчитывался Горди и его помощниками. Импровизации и случайности здесь не было места. Создатель лейбла признавался, что стремился строить его по образцу и подобию конвейеров детройтских автозаводов — и эта безупречно отлаженная машина долгое время выдавала хит за хитом. По старой традиции афроамериканской музыки он делал ставку на вокальные группы — причём не только мужские, но и женские, что тогда было в новинку. Работа с юными исполнителями окупилась с лихвой — из мотауновских подростков выросли со временем такие суперзвёзды, как Дайана Росс, Стиви Уандер и Майкл Джексон.

## Переезд на Западное побережье
Решающее слово в отношении музыкальной политики лейбла всегда принадлежало Горди, и его диктат всё чаще приводил к трениям в команде. Известно, что Горди волевым решением запретил выпуск синглами двух самых успешных песен Марвина Гэя («I Heard It through the Grapevine» и «What’s Going On»), поскольку не видел у них коммерческой перспективы. Релиз этих суперхитов оказался возможным только благодаря череде уловок со стороны Гэя и его доброжелателей. В 1967 г. Горди поссорился с Холлэндом, Дозье и Холлэндом мл., которые писали хиты для The Supremes. Уход этой троицы с лейбла Motown негативно сказался на его коммерческом благополучии.
На рубеже семидесятых Горди передал руководство музыкальной политикой компании продюсеру Норману Уитфилду (среди его самых успешных работ — антивоенный гимн «War» в исполнении Эдвина Старра), а сам приступил к созданию телевизионного подразделения лейбла (Motown Productions), которое было призвано демонстрировать телешоу и сериалы с участием звёзд лейбла. Этот проект был настолько успешным, что Горди принял решение о создании аффилированной киностудии. В этих целях в 1972 году был осуществлен переезд компании из Детройта в Лос-Анджелес — основной центр американской киноиндустрии. Киноподразделение Motown выпустило несколько музыкальных фильмов с Дайаной Росс в главной роли, среди которых особенной популярностью пользовался «Волшебник из страны Оз» («The Wiz»).

## Кризис
Крупная реформа, связанная с переездом лейбла на Западное побережье, обозначила закат его золотого века. В ходе преобразований лейбл покинули Глэдис Найт со своими родственниками, Марта Ривз (Martha & the Vandellas), The Four Tops и даже Funk Brothers. Уандер и Гэй остались на лейбле, но с головой ушли в музыкальное экспериментирование. Снижение популярности соул-музыки, которая лежала в основе «мотауновского звучания», компенсировать было нечем. Новых музыкантов в компании практически не появлялось. В этих условиях Горди приходилось делать ставку на кинокарьеру Росс. Роль главного хитмейкера взял на себя Лайонел Ричи, выступавший тогда в составе The Commodores. Он продолжал оставаться «локомотивом» лейбла и в первой половине восьмидесятых.
В мае 1983 года лейбл с помпой отметил своё 25-летие. Празднования запомнились главным образом тем, что Майкл Джексон впервые продемонстрировал свою знаменитую «лунную походку». После выхода феноменально популярного сингла Уандера «I Just Called to Say I Love You» (1984) предприятие Горди охватил творческий и финансовый кризис. Марвин Гэй погиб, Лайонел Ричи объявил о творческом отпуске, Уандер и Робинсон практически прекратили записываться, а Дайана Росс ушла к конкурентам. Новых хитов не появлялось, и лейбл стал приносить убытки. В 1988 году Горди продал Motown Records за 61 миллион долларов концерну MCA, после чего штаб-квартира лейбла переехала в Нью-Йорк.

## Современное состояние
В начале 1990-х на лейбле отмечалось определённое оживление. Здесь записывался самый коммерчески успешный вокальный коллектив того времени — Boyz II Men, в чём-то продолжавший традиции таких мотауновских исполнителей, как Temptations и Four Tops.
После серии сделок в 1998 году контроль над лейблом перешёл к Universal Music Group, которая не исключала возможности его закрытия. Лейбл был в очередной раз реформирован. Помимо традиционного для Motown соула (Эрика Баду), к работе на этом лейбле были привлечены исполнители в стиле регги (семейство Боба Марли) и поп-музыканты (Линдси Лохан).
В музыкальном отношении современный лейбл имеет мало общего с классическим Мотауном. После ухода Робинсона в 1999 г. из звёзд шестидесятых на этом лейбле остался один Стиви Уандер.